# Rifugio Franco Cavazza al Pisciadù

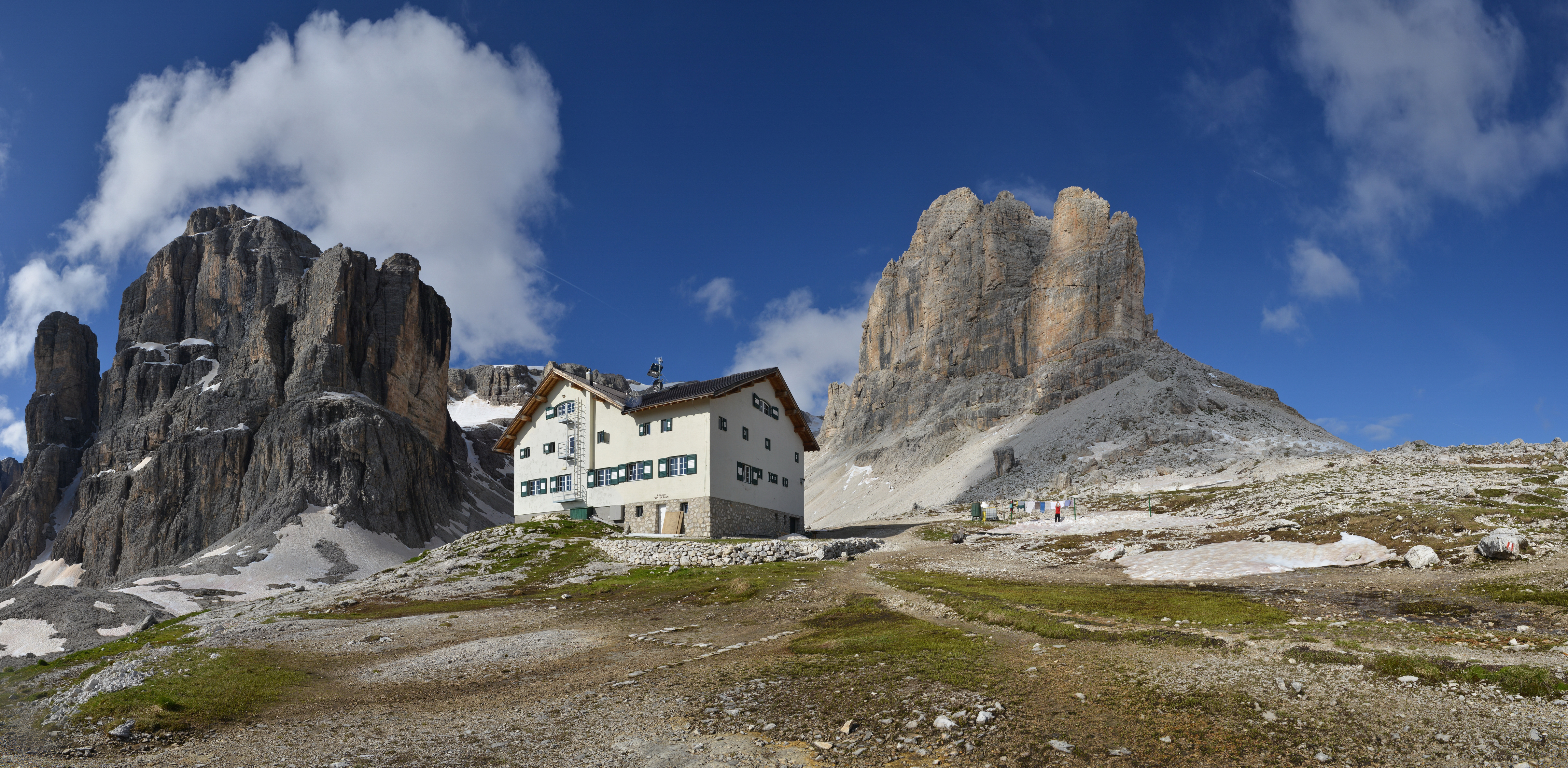
Panorama del Pisciadù e del rifugio

Il rifugio Franco Cavazza al Pisciadù (in tedesco Pisciadù-Hütte) è un rifugio situato nella catena del Gruppo del Sella delle Dolomiti, nel territorio comunale di Corvara in val Badia, nella provincia autonoma di Bolzano, a 2.585 metri di altitudine.
Accanto al rifugio si trova il piccolo lago del Pisciadù, con i suoi colori turchesi. Presso il rifugio passa l'Alta via n. 2, che da Bressanone porta a Feltre.

## Storia
Il rifugio fu costruito nel 1903 dalla sezione di Bamberga del Club Alpino Tedesco-Austriaco (DuÖAV), col nome di Bamberger Hütte. Successivamente vi furono apportati dei lavori di ristrutturazione nel 1924. Nel 1942 il rifugio fu acquistato dalla sezione del CAI di Bologna, che lo intitolò al conte Franco Cavazza (Villa Bel Poggio, 1915 – Monte Golico, 1941), socio del CAI di Bologna, tenente degli alpini appartenente al battaglione "Gemona", morto in battaglia durante la Campagna italiana di Grecia.
Nel 1985 furono attuati altri lavori di ampliamento.

## Accessi
- Dal passo Gardena, 2.121 m, attraverso il sentiero 666 che risale la val Setùs, in 1,5 ore si arriva al rifugio
- Dal passo Gardena, 2.121 m, attraverso la ferrata Tridentina, in 3 ore si arriva al rifugio
- Da Colfosco, 1.640 m, attraverso il sentiero 651 che risale la val Mezdì, si arriva al rifugio in 3 ore

## Ascensioni
- Alla cima Pisciadù (2.985 m) in 1 ora
- Al Sass de Mezdì (2.980 m) in 1 ora
- Al Sass de Lec (2.936 m) in 1,5 ore
- Al castello dei Camosci (2.929 m) in 2 ore

## Traversate
- Dal rifugio, percorrendo il sentiero 666/649/647, attraverso la Val di Tita, si raggiunge il rifugio Boè (2.871 m) in 2 ore, prima attraverso il sentiero n.666 e poi il n.672.
- Procedendo a sudovest sulla larga cengia di detriti dolomitici verso la Valle dei Camosci si giunge al lago Lech dl Dragon.